# Новеллино
«Новелли́но» (итал. Il novellino) — анонимный сборник коротких рассказов конца XIII или начала XIV века, памятник итальянской прозы. Появился не ранее 1281 года — дата определена по новелле L, в которой говорится о известном юристе Франческо д’Аккорсо как о вернувшемся из Англии. Известно, что д’Аккорсо преподавал в Англии в 1273—1281 годах. Наиболее вероятный период составления сборника — 90-е годы XIII в. Автор сборника неизвестен, по-видимому «Новеллино» — собрание из нескольких первоисточников, в нём заметно влияние античных авторов, провансальской и арабской литературы. Рассказы имеют как историческое, так и анекдотичное содержание, имеется значительное число «бродячих» сюжетов.
Название «Новеллино» сборнику было дано в миланском издании 1836 года. Основанием послужило письмо Джованни делла Каза от 27 июля 1525 года к первому издателю сборника Карло Гвалтеруцци. Издание под редакцией Гвалтеруцци, вышедшее в Болонье в 1525 году, было озаглавлено «Сто древних новелл» (итал. Cento Novelle antiche). В XVI веке сборник под редакцией Гвалтеруцци выдержал три издания. В 1572 году во Флоренции Винченцо Боргини издал сборник, убрав оттуда по религиозно-этическим соображениям 17 новелл. Они были заменены восемнадцатью рассказами, взятыми из других источников. До 1825 года, когда Микеле Коломбо вновь обратился к изданию Гвалтеруцци, версия «Новеллино» Боргини считалась канонической.

## Рукописи
Значительное количество сохранившихся до наших дней списков сборника свидетельствует о его популярности в XIV—XV веках. Из них восемь рукописей были созданы независимо друг от друга:
- I. Палатино 566 — рукопись первой половины XIV века, из Национальной библиотеки во Флоренции, в него вошли новеллы основного корпуса: V—XXIII, XXV—XXXII, XLI- XLIX, LIV-LXV.
- II. Гаддиано 193 — рукопись создана после 1315 года, хранится в Медицейской библиотеке Флоренции, включает новеллы XXI—XXIII, XXXI-LI, LIII, LV-LIX.
- III. Рукопись второй половины XV века, из Медицейской библиотеки, с двумя новеллами основного корпуса: LII, VIII.
- IV. Панчатикиано — Палатино 32 — рукопись XIII—XIV веков, хранится в Национальной библиотеке во Флоренции, имеет в своем составе «пролог» и новеллы I-XLVI, XLVIII-L, LX-LXIII, LXV-LXXI, LXXX-LXXXI, порядок новелл изменён, они разделяются рассказами, не входящими в основной корпус.
- V. Панчатикиано — Палатино 32 — рукопись второй четверти XIV века, хранится в Национальной библиотеке во Флоренции, состоит из новелл LXXII-LXXX, LXXXII-LXXXV, LXXXVII-С, за которыми следуют 20 новелл, не являющихся частью основного корпуса.
- VI. Мальябокиано-Строцциапо II. III. 343 — рукопись XIV века, хранится в Национальной библиотеке во Флоренции, включает новеллы V-LVIII, за которыми следуют десять новелл, не входящих в основной корпус.
- VII. Ватикано 3214 — рукопись, переписанная в 1523 году Джулио Камилло Дельминио по заказу Пьетро Бембо, хранится в Ватиканской библиотеке, включает «пролог» и новеллы I—XXIII, XXVXXXIII, XXXV-С.
- VIII. Издание Карло Гвалтеруцци, состав которого совпадает с Ватиканской рукописью.

Г. Фавати, редактор критического издания «Новеллино», определил, что эти восемь источников составляют две группы: новеллы, имеющие названия (I, V, VII, VIII) и не имеющие их (II, III, IV, VI). Во второй группе рукописей после XXXIV новеллы (по изданию Гвалтеруцци) следует новелла, отсутствующая в первой группе. В рукописи VI за XXV новеллой (по изданию Гвалтеруцци) появляется новелла, которой опять же нет в рукописях первой группы.
Произведя сравнительный анализ рукописей, Г. Фавати изменил историю текста. Он также внёс многочисленные исправления в его лексику, синтаксис и орфографию. Кроме того, он пересмотрел состав сборника и нумерацию новелл: добавил новеллы из второй группы (XXIV и XXXIV) источников, убрал порядковый номер «пролога» (в издании Гвалтеруцци он значился как новелла I) и объединил две новеллы издания Гвалтеруцци (XIX и XX), присвоив им номер XVIII. После изменений Фавати число новелл сборника увеличилось на две, однако общее количество осталось прежним — сто. Нумерация новелл в издании Фавати отличается от нумерации издания Гвалтеруцци до новеллы XXXV.

## Сюжеты
Анализ сюжетов отдельных новелл показал, что часть из них имеет арабское происхождение, многие новеллы повествуют о дворе императоров Священной Римской Империи, одним из любимых героев книги является Фридрих II Гогенштауфен, ко двору которого, очевидно, был близок автор сборника. В ряде рассказов фигурируют герои артуровсколго цикла — Ланцелот, Мерлин. На страницах новелл фигурируют такие исторические личности, как принц Генрих («молодой король Генрих») — старший брат Ричарда Львиное Сердце; Генрих Шампанский — будущий король Иерусалимский, Раймонд-Беренгарий граф Прованский, Саладин — эмир Египетский и другие герои крестовых походов.
Книга оказала большое влияние на литературу Возрождения. Ряд сюжетов «Новеллино» прослеживается в произведениях Мазуччо, Бокаччо и пр.

## Публикации текста
- Новеллино / Перевод И. А. Соколовой ; издание подготовили М. Л. Андреев, И. А. Соколова ; ответственный редактор Р. И. Хлодовский. — М. : Наука, 1984. — 320 с. — (Литературные памятники / Председатель редколлегии Д. С. Лихачёв). — 50 000 экз.